# Koiné
La lengua koiné (en griego antiguo: ἡ Κοινὴ ɣλῶσσα [hē koinḕ glṓssa], ‘lengua común’, o, más frecuentemente, ἡ Κοινὴ διάλεκτος [hē koinē diálektos], ‘habla común’; en neogriego: Ελληνιστική Κοινή o Ελληνική Κοινή; en latín: Lingua Graeca antiqua communis o Dialectus communis) fue una variedad de la lengua griega utilizada en el mundo helenístico, es decir, en el periodo subsiguiente a las conquistas de Alejandro Magno. A esta lengua también se le ha llamado a veces griego helenístico.

## Historia
Con las conquistas de Alejandro III de Macedonia, y la consecuente pérdida de influencia de Atenas, comenzó el declive del dialecto ático (hacia el siglo III a. C.). Al mezclarse este con las lenguas nativas de los distintos pueblos conquistados por el hijo de Filipo II, perdió su pureza, dando lugar al surgimiento de una nueva lengua común (κοινή en griego) a todos los territorios helénicos o helenizados.  Dicho de otro modo, la koiné es una evolución del ático, enriquecido con aportaciones de las distintas lenguas que se hablaban en el vasto territorio del imperio alejandrino.  
Esta lengua conforma una unión territorial importante, ya que podía ser utilizada en lugares tan dispares que abarcan desde Roma hasta Egipto, e incluso algunos enclaves en la India, conviviendo con lenguas autóctonas como el arameo en Siria, el copto en Egipto o con el latín, esta última la lengua de los militares y funcionarios en Occidente.
En la koiné, el ático constituye el elemento base, con ciertas influencias de otros elementos como el jónico en la forma y construcción de la frase. Se distinguen distintos tipos, entre ellos la koiné egipcia, conocida gracias a los papiros de la Biblia de los Setenta y la koiné literaria, en escritores como Polibio.  También es la lengua del Nuevo Testamento, con una importante aportación de préstamos léxicos de las lenguas semíticas –el arameo y el hebreo–, principalmente.   
Escribieron sus obras en griego común o koiné Estrabón, Diódoro, Dionisio de Halicarnaso y Plutarco, prosistas griegos de la época de Alejandro Magno y posteriores (siglo IV a. C.).

## Descripción lingüística
Las diferencias principales entre el griego clásico y el griego helenístico o κοινή son básicamente de pronunciación, más que gramaticales, si bien es cierto que el paso del griego clásico ha supuesto una «simplificación morfológica», reflejada en la eliminación del número de formas flexivas diferentes de cada palabra: por ejemplo, en griego clásico, un verbo regular, con todas sus voces, tiempos y modos, tenía en torno a más de un centenar de formas, mientras que en griego moderno estas formas sólo son una veintena.

### Fonología
Varias de las vocales y diptongos del griego clásico sufren una confusión en griego helenístico, es decir, dejan de pronunciarse de manera distintiva y pasan a tener que fusionar su sonido. Así, por ejemplo, i, ei, ē, oi, u, todas ellas pronunciadas de manera diferente en griego clásico (como [i, eɪ, ɛː, oɪ, y]) pasan a sonar [i] en griego helenístico, lo que produce frecuentes confusiones ortográficas.

### Fonética
Además de los cambios fonológicos mencionados, tiene lugar una evolución de las consonantes oclusivas sonoras [b], [d], [g] a [β], [ð] y [ɣ], respectivamente, y de las oclusivas aspiradas [pʰ], [tʰ], [kʰ] a [f], [θ] y [x], respectivamente. Estas últimas se mantendrán además en la pronunciación del griego moderno.
Estos cambios son meramente articulatorios y, por lo tanto, solo afectan a la fonética de la lengua.

### Morfología
A pesar de ciertas reducciones en el número de formas distintas en la conjugación verbal, el sistema de declinación de nombres y adjetivos sufre pocas variaciones: las principales son la regularización analógica de algunos subtipos de las tres declinaciones principales.

## Griego bíblico
La lengua del Nuevo Testamento es esencialmente griego koiné; no obstante, suele ser considerado como una variedad independiente por la importante influencia que tienen el arameo y el hebreo, las lenguas maternas de sus escritores[cita requerida], en la sintaxis y en léxico, así como por la incorporación de neologismos cristianos.  Para entender adecuadamente esta influencia, hay que tener en cuenta que la lengua vehicular de la parte oriental del Imperio Romano era el griego y, por lo tanto, ésta fue la elegida por los judíos cristianos para su predicación tanto a los paganos como a los judíos de la diáspora en Grecia, Egipto y otros territorios orientales del Imperio. Otra gran influencia en la redacción del Nuevo Testamento es la Biblia Septuaginta (de los Setenta), la traducción griega del Antiguo Testamento del siglo III a. C., tanto por su importancia en el griego empleado como por su presencia a través de citas. 
El griego helenístico del Nuevo Testamento es una forma popular del habla común, cuyas principales variaciones son las influencias semíticas y latinas. Las características del idioma griego koiné, el idioma original del Nuevo Testamento, son el predominio de la coordinación sobre la subordinación; era una escritura corrida, sin separación entre vocablos, no se hacía diferencia entre letras mayúsculas ni minúsculas ya que todo se escribía con letras mayúsculas; no fue sino a partir del siglo IX cuando los escribas bizantinos  comenzaron a emplear la forma minúscula, hay documentos muy antiguos que demuestran que la escritura primitiva en griego koiné utilizada en el Nuevo Testamento se escribía en mayúscula, todo de corrido, sin espacio entre las palabras y sin signos de puntuación, ni tildes. Otras características eran la repetición de partículas como καί, δέ, ίδού, dando al estilo sencillez, soltura y en ocasiones monotonía y empleo de locuciones, modismos y figuras de dicción al modo semítico. En el léxico se introducen nuevas palabras como: ἀββα (padre), πάσχα (pascua), y algunas palabras griegas adoptan un nuevo significado: δόξα doxa (gloria), δύναμις (milagro), αμαρτία (pecado).